# Recunoaștere vocală
Recunoașterea vocală este procesul de convertire a cuvintelor vorbite în format digital care poate fi utilizat ulterior pentru tipărire, arhivare, căutare. Termenul de recunoaștere vocală poate însemna și recunoașterea vorbitorului. Domeniile de aplicabilitate sunt: Medicină (transcriere medicală), Armată (comenzi vocale pentru aparate de zbor), antrenarea controlorilor de zbor și pentru persoanele cu handicap.